# Ramon Mas i Colomer
Ramon Mas i Colomer (Sant Cugat del Vallès, 1903-1995) fou un líder rabassaire.

## Biografia
Era l'hereu d'una família de rabassaires d'idees republicanes. De ben jove va començar a treballar la terra amb la seva família, sobretot la vinya. Aviat va preocupar-se per la situació social dels rabassaires i va entrar a militar a la Unió de Rabassaires, fundada el 1922. El 1930 va ser un dels fundadors del Centre Republicà Federal de Sant Cugat del Vallès, adherit el 1932 a Esquerra Republicana de Catalunya.
Va ser un dels promotors de la vaga de la verema de 1931, que acabaria amb l'anomenat "pacte de la Generalitat" pel que es reduïa en una part la quantitat a pagar pel rabassaire. Serà escollit el 1931 representant dels arrendataris a la Cambra Agrària Oficial del Vallès, per passar el 1932 a ser el representant de la Unió de Rabassaires a la Comissió Arbitral del Districte de Terrassa. El mateix any serà escollit delegat del Vallès Occidental al Comitè Central de la Unió de Rabassaires. El novembre de 1933 va ser nomenat representant del rabassaires a la Comissió Arbitral Superior de Catalunya, òrgan superior de resolució de conflictes laborals al camp.
Des de 1932 a 1934 va dirigir l'òrgan dels federals i els rabassaires de Sant Cugat, L'Avenir, a més de ser el corresponsal del diari barceloní El Diluvio. El juny de 1934 és escollit jutge municipal, càrrec des del que defensarà als rabassaires amenaçats de desnonament. Arran dels fets d'octubre de 1934 seria cessat com a jutge i empresonat a la presó Model. El juny de 1935 seria jutjat sent absolt. Després de la victòria del Front d'Esquerres, a les eleccions de febrer de 1936, seria reposat com a jutge, càrrec des del qual donarà suport les demandes dels rabassaires desnonats durant el bienni negre.
A l'inici de la guerra civil es va afiliar al Partit Socialista Unificat de Catalunya. Va ser Delegat del Servei de Cooperació Agrícola de la Vegueria de Barcelona. El setembre de 1938 seria cridat al front, a la 123 brigada mixta de la 27 divisió. Es va exiliar a França, on estarà reclòs al camp de concentració d'Argelers. Va participar en la resistència contra l'ocupació nazi, formant part de l'agrupació Carcassone del maquis.
El 1945 participa en la reorganització de la Unió de Rabassaires a l'exili a França i el 1948 forma part de l'escissió de la Unió de Rabassaires del sector més proper al PSUC. Tornà a Sant Cugat el 1969.
També va destacar com a estudiós del tema rabassaire. El 1959 guanyaria el premi Institut de Ciències Econòmiques de Catalunya dels Jocs Florals de la Llengua Catalana amb un treball sobre el problema de la rabassa morta. El 1967 va publicar el llibre "La pagesia catalana i els seus problemes" i el 1970 guanyaria el premi Nova Terra amb el seu llibre "Camins pagesos de Catalunya", publicat el 1972.
Durant la transició participaria en la fundació de la Unió de Pagesos i escriuria diferents articles de temes agraris i cooperativistes a l'Avui. Va morir a Sant Cugat l'estiu de 1995.

## Obres
- La pagesia catalana i els seus problemes. Barcelona: Aportació Catalana, 1967. 56 p.
- Camins pagesos de Catalunya. Barcelona: Nova Terra, 1972. 195 p.